# Berlin Lehrter Bahnhof
Der Lehrter Bahnhof war einer von ehemals acht Kopfbahnhöfen in Berlin. Ab 1868 gebaut, 1871 eröffnet, war er bis 1951 Ausgangspunkt der Berlin-Lehrter Eisenbahn ins niedersächsische Lehrte. Er befand sich in unmittelbarer Nachbarschaft des Hamburger Bahnhofs, der Spree und des Humboldthafens. An seiner Stelle befindet sich heute der Berliner Hauptbahnhof.

## Geschichte
Von 1868 bis 1871 baute die Magdeburg-Halberstädter Eisenbahngesellschaft die 239 Kilometer lange Lehrter Bahn, die Hannover über Lehrte mit Berlin verband. Der Ort Lehrte war der erste Eisenbahnkreuzungspunkt auf hannoverschem Gebiet. Die Gesellschaft, die zunächst für den Bau der Strecke warb, nannte sich aus politischen Gründen „Berlin-Lehrter-Komitee“.
Als Endpunkt der Strecke wurde in direkter Nähe zum schon bestehenden Hamburger Bahnhof ein neuer Kopfbahnhof gebaut – der Lehrter Bahnhof. Er entstand nach Entwürfen der Architekten Alfred Lent, Bertold Scholz und Richard La Pierre am damaligen Friedrich-Carl-Ufer der Spree. Die Hauptachse des Bahnhofs wurde parallel zu der Ufermauer des Humboldthafens angelegt.
Im Jahr 1879 fand am Lehrter Bahnhof auf dem ULAP-Gelände die Berliner Gewerbeausstellung statt, auf der unter anderem die 
erste elektrische Lokomotive präsentiert wurde, die vom Unternehmen Siemens gebaut wurde.
Direkt vor der Nordfassade des Lehrter Bahnhofs wurde 1882 die viergleisige Viaduktstrecke der Berliner Stadtbahn in Betrieb genommen. Mit dem Lehrter Stadtbahnhof wurde hier eine eigene Station über den Gleisen des Fernbahnhofs gebaut, allerdings erhielt nur das Gleispaar für den Stadt- und Vorortverkehr, der späteren Berliner S-Bahn, einen Bahnsteig.

### Planungen
Bereits 1907 wurde aufgrund eines städtebaulichen Konzeptes erwogen, den Bahnhof Papestraße zum Südbahnhof, den Bahnhof Gesundbrunnen zum Nordbahnhof und den Lehrter Bahnhof zum Zentralbahnhof Berlins zu machen. Der Anhalter und Potsdamer Bahnhof sollten dafür stillgelegt werden. Die Umsetzung blieb allerdings aus.
Stattdessen plante in den 1930er Jahren der Generalbauinspektor für die Reichshauptstadt Albert Speer eine radikale Umgestaltung und Vereinfachung des Eisenbahnnetzes mit zwei großen Durchgangsbahnhöfen (Nordbahnhof und Südbahnhof) statt der zahlreichen Kopfbahnhöfe. Im Zuge der Umgestaltung Berlins zur „Welthauptstadt Germania“ und der sich damit ergebenden Neugestaltung des Bereiches um den Spreebogen sollte der Lehrter Bahnhof für die Große Halle und die Bebauung am Großen Becken abgerissen werden. Mit dem Beginn des Zweiten Weltkriegs wurde die Ausführung dieser Pläne hinfällig.

## Architektur

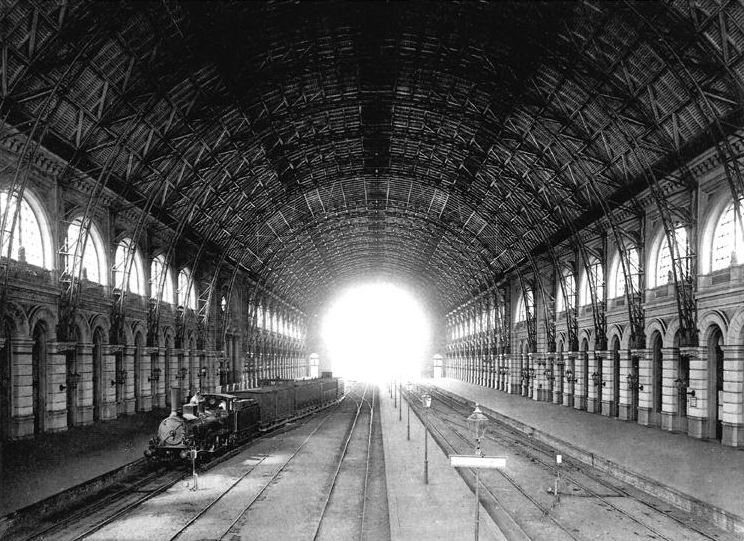
Halle des Lehrter Bahnhofs, 1879

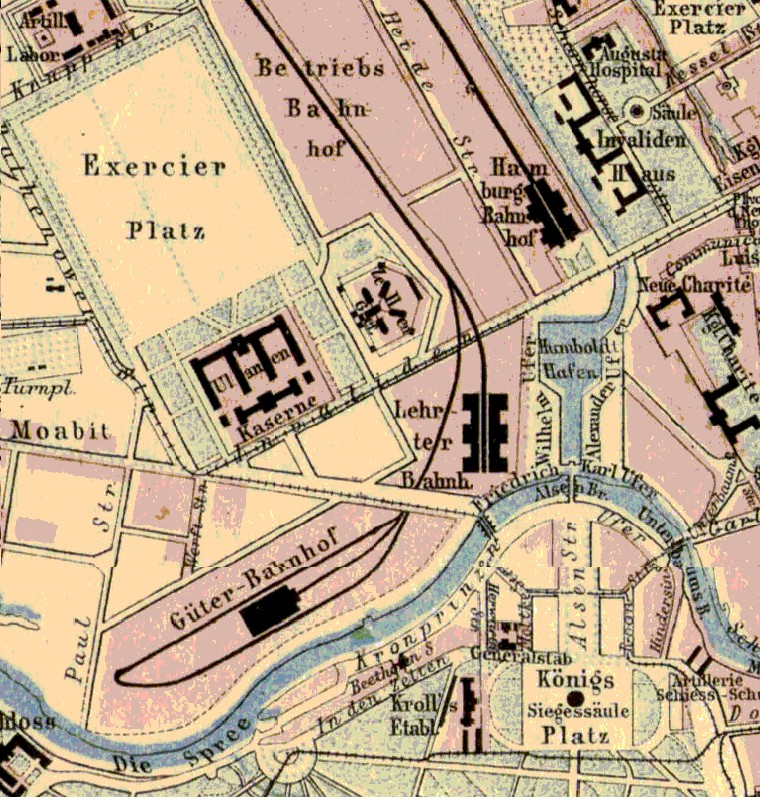
Lage des Lehrter Bahnhofs, 1875

Im Gegensatz zu den bisherigen Fernbahnhöfen, die Ziegelfassaden aufwiesen, sollte der repräsentative Neubau in einer der französischen Neorenaissance verpflichteten Werkstein-Architektur entstehen. Aus Kostengründen wurde aber auf die Ausführung in Werkstein verzichtet und das Gebäude als verputzter Backstein-Mauerwerksbau ausgeführt. Wegen seiner prunkvollen Architektur galt er als das „Schloss unter den Bahnhöfen“. Die reich geschmückte Stirnseite des Gebäudes mit dem Hauptportal blieb ohne verkehrliche Bedeutung, da am östlichen Seitenflügel, wo die Züge abfuhren, die Vorfahrt für Droschken lag und ein Eingang bestand.
Die Bahnhofshalle hatte eine Länge von 188 und eine Breite von 38 Metern. Sie war einschiffig ausgeführt und zwischen den Mauerwerks-Stirnfronten mit einer eisernen Bogenbinder-Konstruktion überdeckt. Westlich und östlich schloss sich jeweils ein langgezogener Seitenflügel an. Wie damals üblich, war der Bahnhof funktionell in einen Ankunftsbereich im Westen und einen Abfahrtsbereich im Osten geteilt (entsprechend dem Rechtsverkehr auf der Strecke). Ursprünglich gab es fünf Gleise, vier davon endeten an den Seitenbahnsteigen und dem Mittelbahnsteig, das fünfte Gleis war ohne Bahnsteig und diente dem Rücklauf der Lokomotiven im Ankunftsbereich. Um 1900 wurde ein Gleis entfernt, um den Mittelbahnsteig verbreitern zu können.

## Betrieb

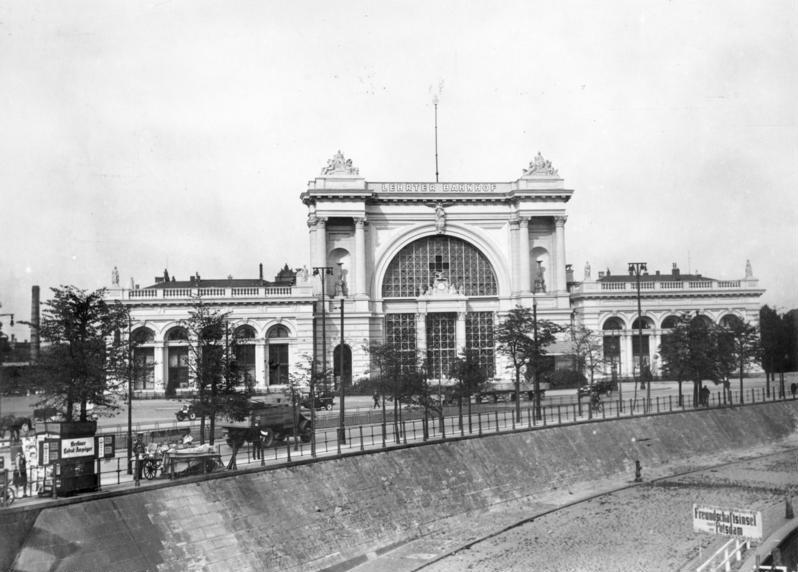
Lehrter Bahnhof, 1929

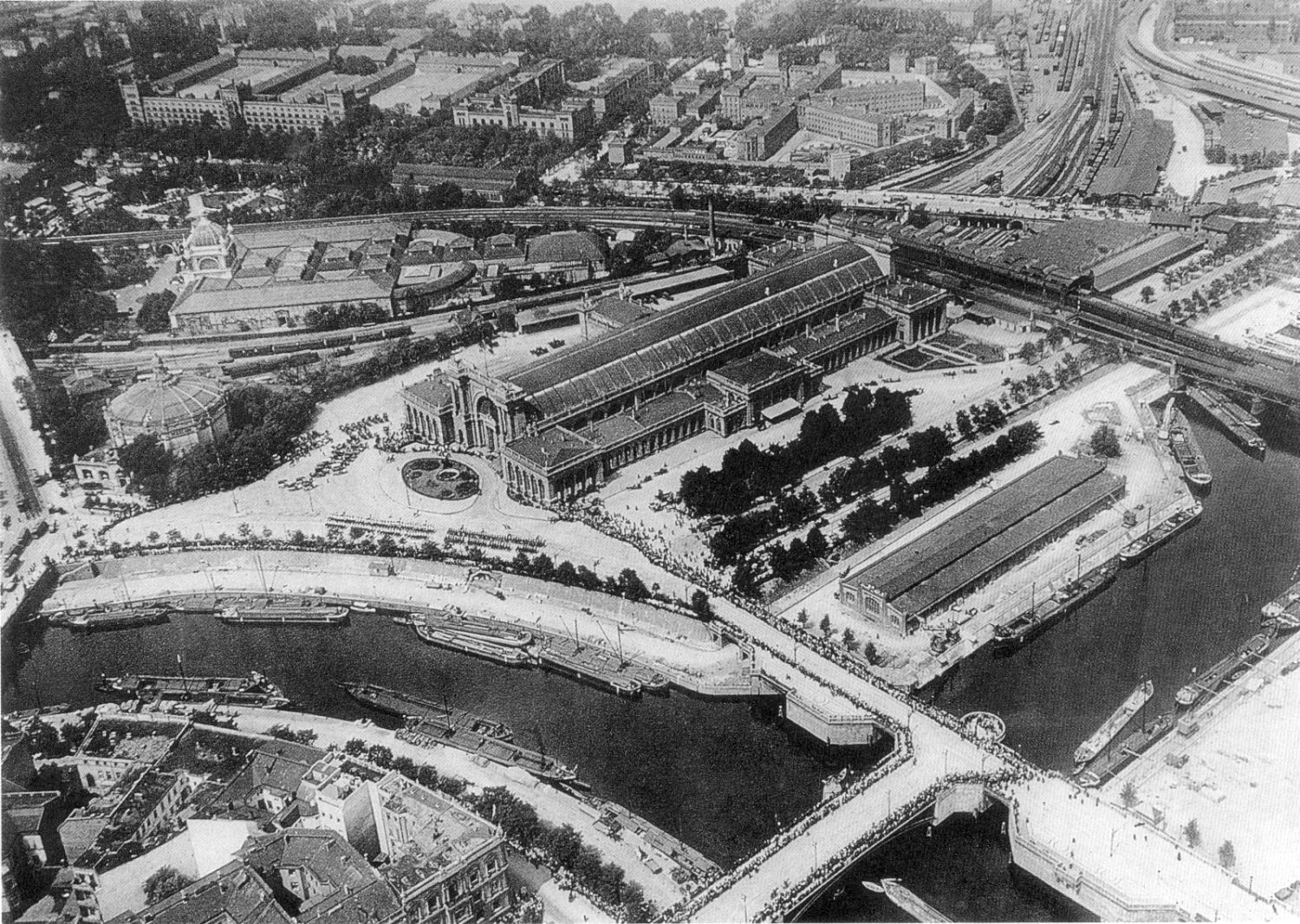
Luftaufnahme des Lehrter Bahnhofs mit Spree und Humboldthafen (rechts), rechts oben die Anlagen für die Milchumladung, um 1910

Mit Inbetriebnahme des Lehrter Stadtbahnhofs 1882 erhöhte sich der Bedarf an Zugverbindungen am Lehrter Bahnhof stark. Am 15. Oktober 1884 wurde daher der Personenverkehr des 300 Meter entfernten, an der Invalidenstraße gelegenen Hamburger Bahnhofs mit den Verbindungen in Richtung Hamburg, Nordwestdeutschland und Skandinavien zum Lehrter Bahnhof verlagert.
Im Jahr 1886 wurde die Magdeburg-Halberstädter Eisenbahn-Gesellschaft – und mit ihr der Lehrter Bahnhof – verstaatlicht und ging in den Bestand der Preußischen Staatseisenbahnen über.
Der Lehrter Bahnhof war für seine schnellen Zugverbindungen bekannt, bereits 1872 fuhren Expresszüge auf der Lehrter Bahn mit einer Geschwindigkeit von 90 km/h. Ab 19. Dezember 1932 verkehrte erstmals der als „Fliegender Hamburger“ bekannte Diesel-Schnelltriebwagen, der mit bis zu 160 km/h vom Lehrter Bahnhof aus in 138 Minuten nach Hamburg fuhr.

### Als Postbahnhof
Der Lehrter Bahnhof besaß eine Postladeanlage. Sie befand sich auf der Ostseite der Gleisanlagen, am nördlichen Ende der Bahnhofshalle. Zwischen die Invalidenstraße und die Birkenallee (heute: Alt-Moabit) eingezwängt grenzte sie rechtwinklig unmittelbar an die Halle des Lehrter Stadtbahnhofs. Da die überdachten Ladesteige quer zu Achse der Hauptgleise lagen, wurden die Wagen über zwei Segmentdrehscheiben dorthin verbracht.

### Als Güterbahnhof

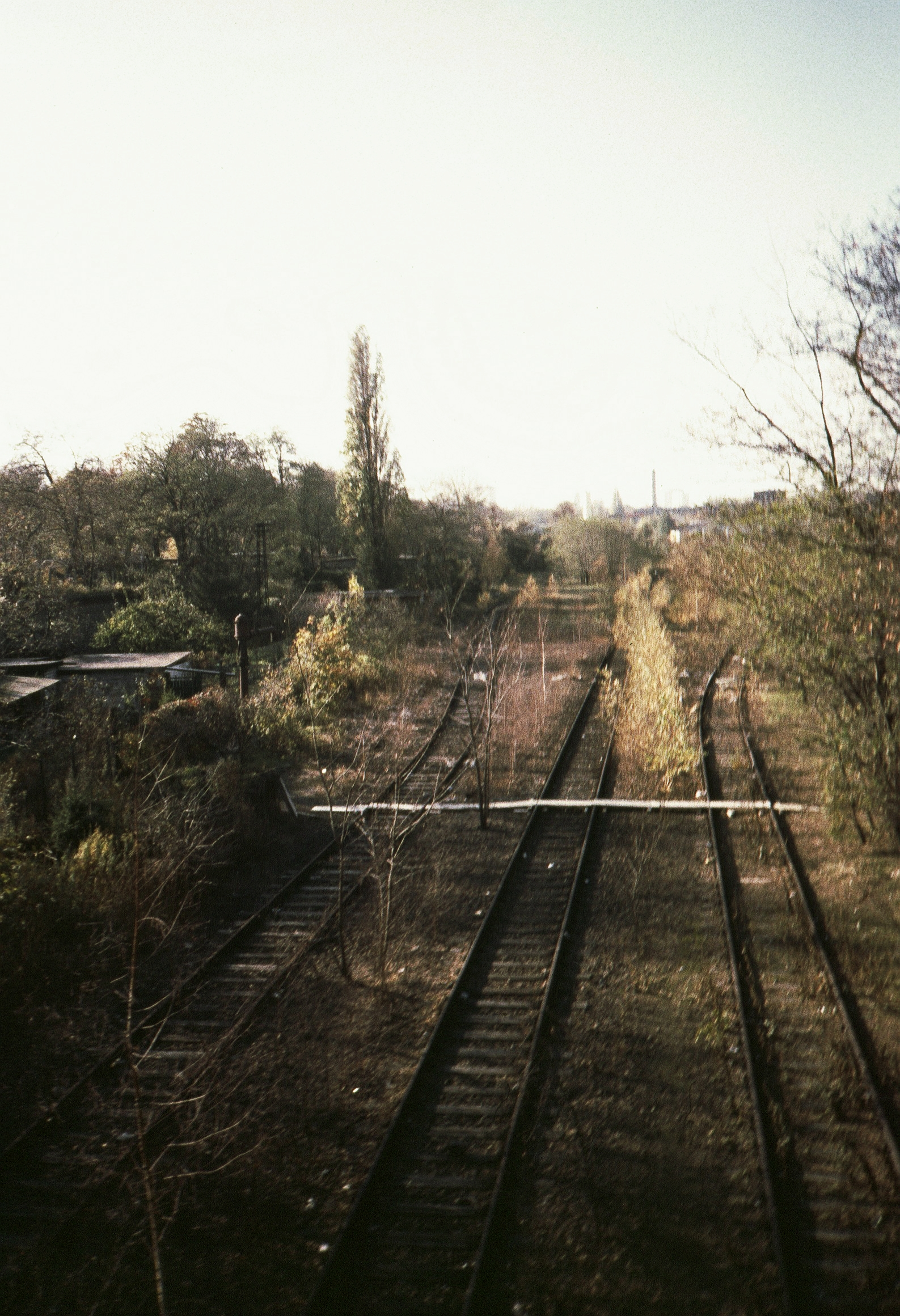
Reste des Güterbahnhofs, 1986

Der Güterbahnhof sollte ursprünglich auf dem Gelände zwischen der Heidestraße und dem Zellengefängnis nördlich der Invalidenstraße angelegt werden. Wegen des Fehlens von Erweiterungsmöglichkeiten und eines Wasseranschlusses für den Schiffsumschlag wurde er letztlich auf den Spreewiesen südlich der Birkenallee errichtet. Die Zufahrtsgleise zweigten nördlich der Invalidenstraße von der Hauptachse nach Westen hin ab und unterfuhren am Ende eines Bogens die Birkenallee.
Südlich der Hauptgleise befanden sich die Ladegleise, zwei davon an zwei langen, für Ankunft und Abgang getrennten, Güterschuppen. Letztere waren durch eine Überdachung zu einer großen Güterhalle vereinigt. Dazu gab es vier Ladebühnen und 27 Kräne. Nördlich davon lagen, in zwei große Gruppen getrennt, die Rangiergleise, von denen eine weitere Gleisgruppe für den Rohproduktenverkehr abzweigte. Zwei Gleise dicht an der Spree dienten der unmittelbaren Schiffsverladung.
Anders als der Personenverkehr verblieb der Güterverkehr des Hamburger Bahnhofs nach 1884 auf dessen Gelände. Ab dem 1. April 1891 waren beide Bahnhöfe der Königlichen Eisenbahndirektion (KED) Altona zugeordnet, die den Güterverkehr in ihren Berliner Bahnhöfen neu ordnete. Am 1. Mai 1893 war diese Maßnahme abgeschlossen. Die wichtigsten Veränderungen waren:
- Abfertigung von Wagenladungen im bisherigen Hamburger Rangier- und Produktenbahnhof
- Abfertigung von Zollstückgut im Lehrter Güterbahnhof
- Umladung von Milch im Lehrter Eilgutbahnhof nördlich der Invalidenstraße

Der Eilgut- und Viehverkehr war bereits am 15. Oktober 1884 im Lehrter Bahnhof zusammengefasst worden. In den 1930er Jahren wurde der Lehrter Güterbahnhof unter dem Namen Bahnhof Spreeufer der wichtigste Berliner Umschlagplatz für Spediteur-Sammelgut.
Im Zuge der alliierten Bombardierungen wurden ab Herbst 1943 die Anlagen des Lehrter Bahnhofs stark zerstört. Der Güterbahnhof wurde nach Kriegsende in stark veränderter – und vereinfachter – Form wiederhergestellt. An die Stelle der durchgehenden Gleise traten weitgehend Stumpfgleise, die Rangiergruppen verschwanden.
Am 1. November 1980 wurde der Lehrter Güterbahnhof für den Güterverkehr geschlossen.
Noch bis in die 2000er Jahre hinein existierte auf dem Gelände des ehemaligen Lehrter Güterbahnhofs nördlich des heutigen Hauptbahnhofs ein Containerbahnhof, offiziell als Berlin Hamburger und Lehrter Bahnhof (HuL) bezeichnet. Heute existieren lediglich zwei Gütergleise; auf dem restlichen Areal befindet sich dort die Europacity.

## Betriebswerk
Das Bahnbetriebswerk wurde westlich der Hauptgleise, nördlich der Invalidenstraße und des dort befindlichen Zellengefängnisses angelegt. Es grenzte an das Gelände des Exerzierplatzes des Garde-Ulanen-Regiments und beherbergte einen 20-ständigen Lokomotivschuppen (später: Schuppen 4) in Halbringform an einer Drehscheibe, ein Werkstattgebäude mit 5700 m² bebauter Grundfläche und drei Wagenschuppen mit 41 Ständen.
Auf der östlichen Seite, zwischen den Hauptgleisen und der Heidestraße, entstand zwischen 1876 und 1881 der neue Güter- und Rangierbahnhof der Berlin-Hamburger Eisenbahn (BHE). Ihm südlich nachgelagert wurde für die Güterzuglokomotiven ein Ringlokschuppen mit zehn Ständen und einer Bekohlungsanlage errichtet. Dieses Gebäude bildete den späteren Schuppen 3 des Betriebswerks Berlin Lehrter Bahnhof (Leb).
Im Jahr 1895 wurde eine Verwaltungsreform und anschließend eine Gebietsreform durchgeführt. Die Königliche-Eisenbahn-Direktion (K.E.D.) Berlin übernahm die Anlagen, in denen sie auch die Maschinen der K.E.D. Altona (Hamburger Bahn) und der K.E.D. Hannover (Lehrter Bahn) unterbrachte und wartete. Zwischen den Lokschuppen 3 und 4 wurde über die Gleisanlagen hinweg eine Fußgängerbrücke für das Personal errichtet. Der Schuppen 2, ein Ringlokschuppen mit einer 12,6-Meter-Drehscheibe auf dem Gelände östlich der Heidestraße, wurde spätestens 1925 nicht mehr als solcher genutzt. Vor dem Schuppen 3, der in der Reichsbahnzeit vorwiegend Güterzugmaschinen beherbergte, befand sich Ende der 1930er Jahre eine Drehscheibe mit 23 Meter Durchmesser, am Schuppen 4, der den Reisezugmaschinen vorbehalten war, eine 20-Meter-Drehscheibe.
Mitte des Jahres 1940 hatte das Betriebswerk 88 Maschinen im eigenen Bestand, zudem waren Fremdlokomotiven zu behandeln. Die beiden Ringlokschuppen verfügten zusammen über 36 Lokomotiv- und fünf Ausbesserungsstände. Fünf Drehkräne standen für die Bekohlung der Dampflokomotiven zur Verfügung, für deren Ausschlacken gab es zwei Gruben mit Schlackenaufzügen. Neben den Anlagen am Lehrter Bahnhof unterstanden dem Betriebswerk auch der Lokbahnhof Spandau-Güterbahnhof (Spg) und der Lokschuppen Moabit (Moa).
Im Zuge der alliierten Luftangriffe während des Zweiten Weltkriegs wurde der Schuppen 4 zerstört, der Schuppen 3 wurde im mittleren Bereich beschädigt. Am 3. Juli 1952 war mit dem Abzug der letzten Lokomotiven die Zeit des Betriebsmaschinendienstes im Bw Lehrter Bahnhof beendet, ohne dass es einen offiziellen Schließungstermin gab.

## Betriebseinstellung und Stilllegung

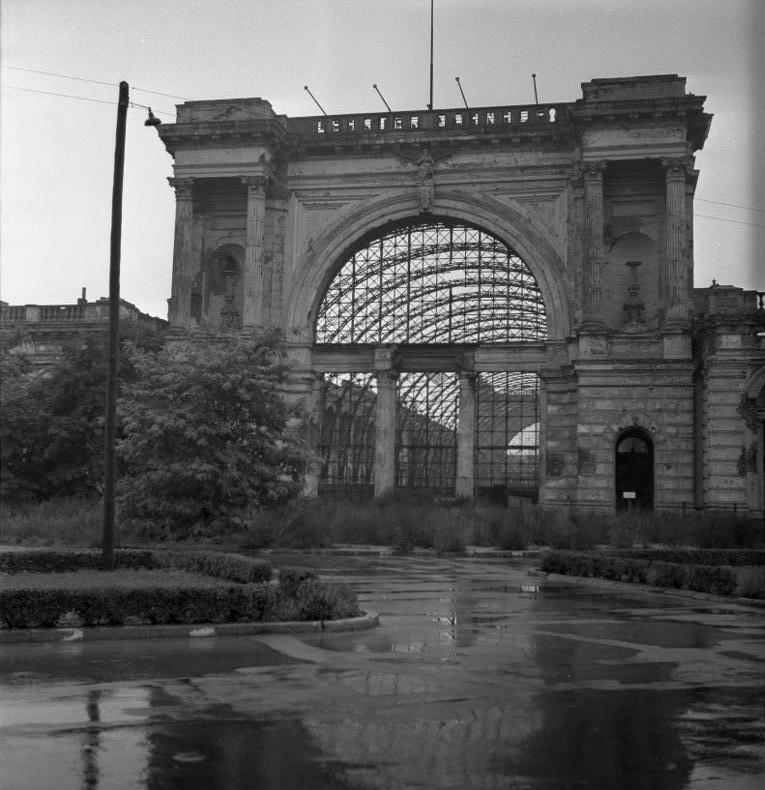
Ruine des Lehrter Bahnhofs, 1955

Im Zweiten Weltkrieg wurde der Bahnhof schwer beschädigt. Nach dem Krieg wurde die ausgebrannte Ruine mangels Alternativen soweit instand gesetzt, dass ein notdürftiger Verkehr wieder aufgenommen werden konnte. Am 27. August 1951 fuhr letztmals ein Zug aus der offenen Bahnhofshalle nach Wustermark und Nauen, danach wurde der Betrieb auf dem Bahnhof eingestellt.
Am 9. Juli 1957 begann die Abtragung der Ruine, am 22. April 1958 wurde das Hauptportal gesprengt. Der Bauschutt diente zur Herstellung von Ziegelsplitt für den Wiederaufbau der Stadt. Die Abrissarbeiten erwiesen sich als schwierig und zogen sich bis in den Sommer 1959 hin, da die nahegelegene Bahnhofshalle des Lehrter Stadtbahnhofs und das Stadtbahnviadukt nicht beschädigt werden durften.
Mit dem S-Bahnhof „Lehrter Stadtbahnhof“ auf dem Viadukt der Berliner Stadtbahn wurde das letzte Zeugnis der Anlage 2002 für die Umsetzung des neuen Berliner Hauptbahnhofs nach dem Nord-Süd-Pilzkonzept der Deutschen Bahn und der parallel liegenden Untertunnelung des Tiergartens zwischen Bahnhof Potsdamer Platz und Bahnhof Wedding abgerissen.

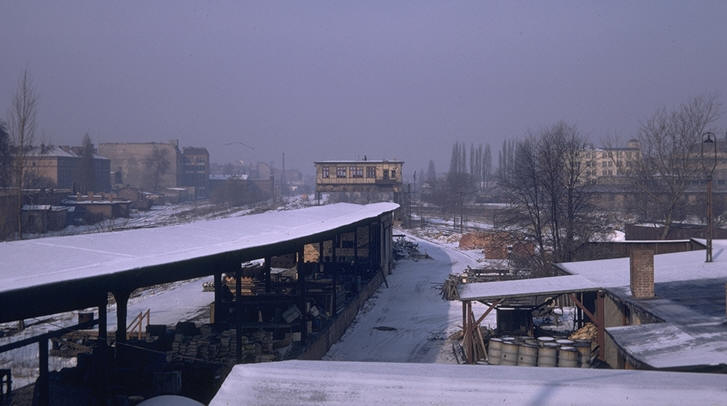
Ehemalige Eilgutabfertigung und Reiterstellwerk, ca. 1970
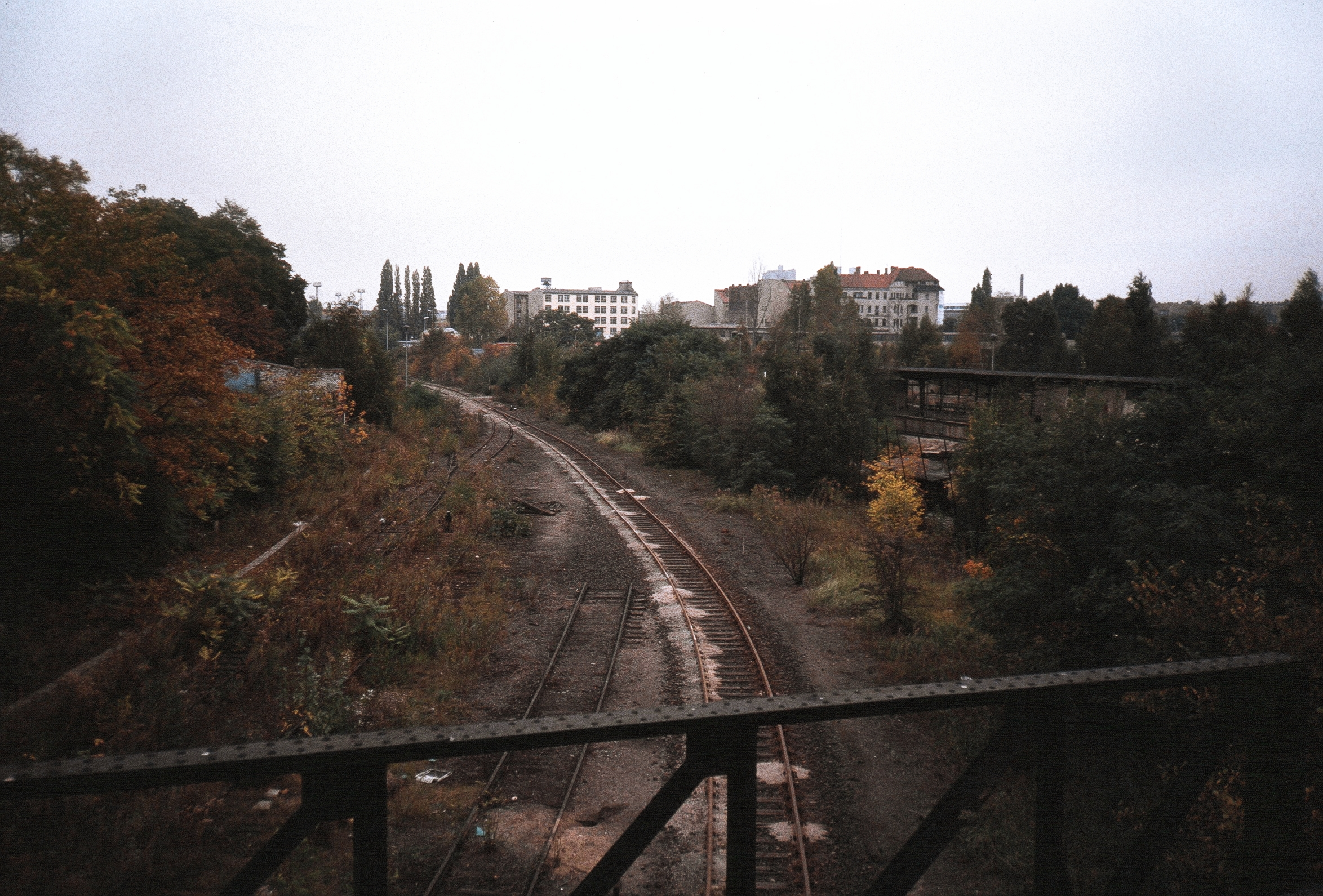
Zufahrtsgleis zum Güterbahnhof HuL, rechts der Bahnsteig der ehemaligen Eilgutabfertigung, 1987

## Aktuelle Situation
Bahnintern besteht der heutige Berliner Hauptbahnhof aus zwei Bahnhöfen:
- dem Berlin Hauptbahnhof – Lehrter Bahnhof (bahninterne Abkürzung: BL) für die Gleise 1–8 im Tunnel und
- dem Berlin Hauptbahnhof-Lehrter Bf (Stadtb) (bahninterne Abkürzung: BLS) für die Gleise 11–14 auf der Stadtbahn.

Im Hauptbahnhof befindet sich etwas südlich in unmittelbarer Nähe der Position des alten Stadtbahnhofs die neue S-Bahn-Station (bahninternes Kürzel: BHBF) mit den Gleisen 15 und 16, die betrieblich gesehen ein von den anderen Bahnanlagen des Hauptbahnhofs getrennter Haltepunkt ist, hier findet sich ebenfalls noch die Bezeichnung Berlin Hauptbahnhof – Lehrter Bahnhof.